# 栗田 (伊予市)
栗田（くりだ）は、愛媛県伊予市にある大字。旧中山町に属す、四国山地山中、人口40人余の小規模な山村。平成の合併により、伊予市となってからは地名表記上「中山町」を付し、地域名としては「中山町栗田」と表記する。

## 地理

### 位置・地形
愛媛県伊予市の旧中山町地域の東部、中山川の支流の一つである栗田川の流域。
県道223号が栗田川とほぼ並行した形で南西に延び、中山町役場のあった旧中山町中心部の出渕地区と結んでいる。出渕で国道56号に合流する。
北には障子山があり、門戸峠を境に砥部町万年地区に接する。東は鍛冶屋峠を境に砥部町広田地区（旧広田村）の玉谷に接している。西は階上山を境に佐礼谷地区と接する。
川沿いの一帯にわずかに平地があり水田が開けているが、他は山地やそれを切り開いた畑が広がる。

## 社会

### 分村の経緯
以下は広田村『広田村誌』に拠る。
当地は明治初期には出渕村（のちの中山町出渕）に属していたが、明治23年に町村制の施行に伴い大字栗田として広田村に編入された。広田村では明治44年に尋常小学校に高等科（現在の中学校にほぼ相当）を設置したが、生徒は栗田集落から広田村の中心である総津に設けられた高等小学校まで峠越えで10キロメートル以上の通学を強いられることとなった。地理的には同じく栗田川流域として隣接する出渕村と長年の人的物的な交流があったこともあり、栗田の和田伊太郎と大字中野川の佐野文太郎の発議による分村の動きが持ち上がった。結局、1929年（昭和4年）に概ね鍛冶屋峠を境として広田村から分村、中山町（出渕村は明治40年に中山町の前身の中山村と合併済み）に編入（境界変更）された。

### 地域・集落
小字　　
4　雨翅（あまつばさ）、中屋敷（なかやしき）、本郷（ほんごう）、栗田（くりだ）
集落
栗田川の流れに沿った地域や山腹の比較的なだらかな地域に民家が点在している。河川沿いには小規模な水田がみられる。

### 人口・世帯数
- 文政年間の文献によると　81戸、人口882人
- 明治初期　76戸、325人（『浮穴郡地誌』による）
- 2020年（令和2年）国勢調査　世帯数22、人口　41人

### 教育
- 小学校

明治40年の学制改革に伴い広田第三尋常小学校が設置。のちに野中小学校に統合。野中小学校は統合され現在は中山小学校の校区。
- 中学校

中山中学校の校区

## 歴史
- 藩政期は大洲藩に属した。

既に栗の山地として知られていた。
- 明治11年 下浮穴郡に属する
- 明治22年 広田村の大字となる
- 昭和4年　中山町に区域変更

## 産業
農林業主体の地域。栗や葉タバコなどを産する。栗は「中山栗」としてブラント化を図っており小布施、丹波とともに、「日本三大栗」ともされる。

## 交通
- 道路

愛媛県道223号中山砥部線がほぼ栗田川に沿った形で栗田地区を縦貫し、当地区と旧中山町中心部とをつないでいる。やがて北向きに進路は替わり、一部区間は221号広田双海線と重複している。先は、砥部町万年地区や県道221号を経由し佐礼谷地区へと抜ける。一方、中屋敷集落から県道221号を東に入るとつづら折りの道が続き、鍛冶屋峠を境に広田村に接し、広田村玉谷に出ることができる。
- 鉄道　最寄駅　伊予中山駅

## 名所・旧跡
- 烏帽子杜三島神社
- 松山ロイヤルゴルフクラブ